# جوشوا هيكس
جوشوا هيكس (بالإنجليزية: Joshua Hicks)‏ هو مجدف أسترالي، ولد في 29 أبريل 1991.

## وصلات خارجية
- جوشوا هيكس على موقع الاتحاد الدولي للتجديف (الإنجليزية)
- جوشوا هيكس على موقع الاتحاد الأسترالي للتجديف (الإنجليزية)
- جوشوا هيكس على موقع اللجنة الأولمبية الدولية (الإنجليزية)
- جوشوا هيكس على موقع أوليمبيديا (الإنجليزية)
- جوشوا هيكس على موقع اللجنة الأولمبية الأسترالية (الإنجليزية)